# Dilsen-Stokkem

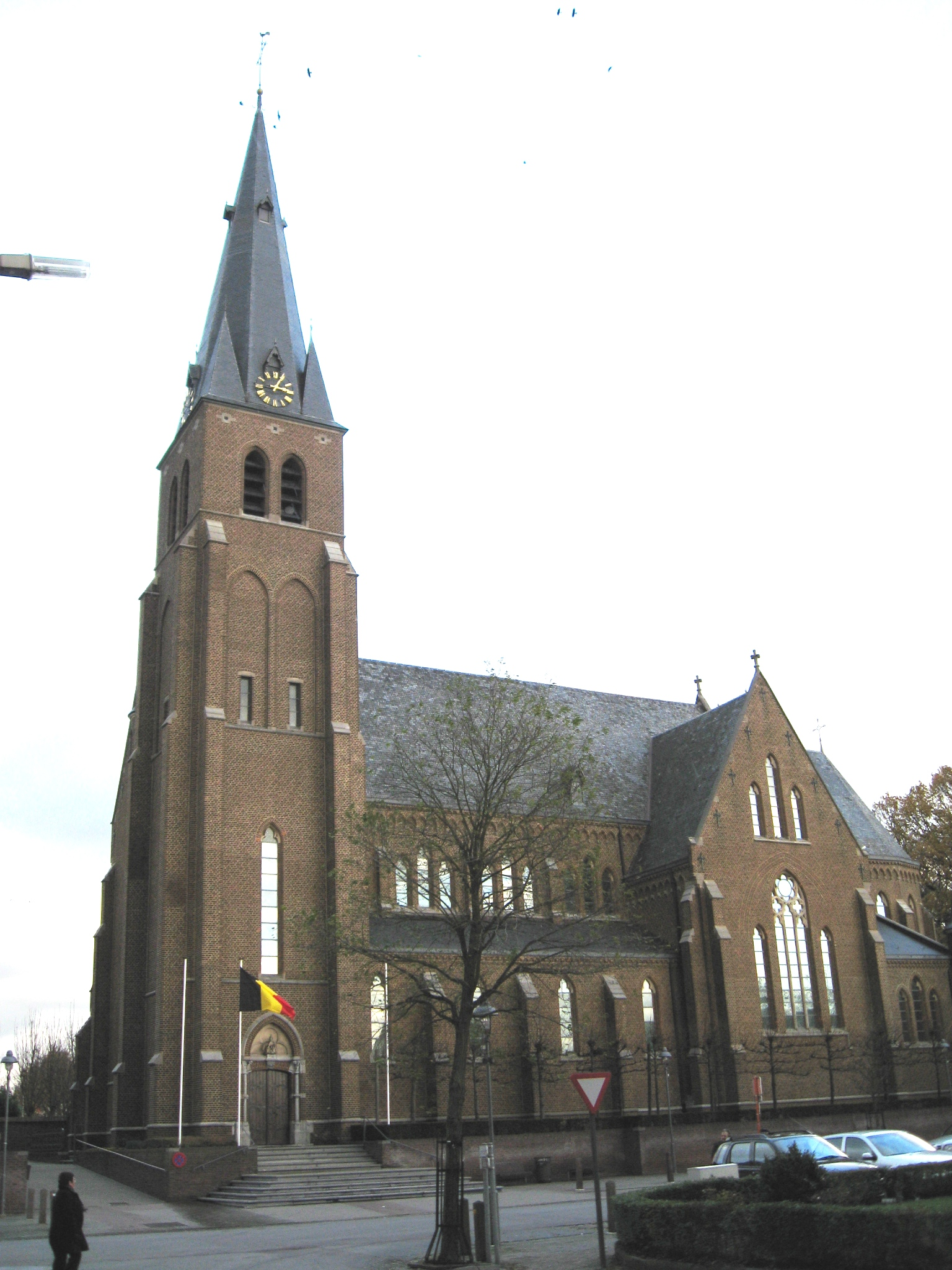
L'església Sant-Martí de Dilsen

Dilsen-Stokkem és un municipi fronterer de Bèlgica, situat a l'est de la província de Limburg, regat pel riu Mosa que és també la frontera amb el Limburg neerlandès
De l'edat mitjana fins al 1795, pertanyia al comtat de Loon que era un domini del príncep-bisbe de Lieja que atorgà a l'entitat de Stokkem el privilegi de construir muralles i doncs el dret de portar el títol de ciutat. Stokkem era una de les bones viles germàniques del principat. Més tard, l'entitat de Dilsen va esdevenir molt més important econòmicament i en nombre d'habitants.
Les muralles van decaure –només en queden petits trossos- i Stokkem va esdevenir una de les ciutats més petites del món. En fusionar molts municipis l'any 1976, es va optar pel nom nou combinat en memòria del passat de la petita ciutat.